# 앱트러님
앱트러님(aptronym), 앱토님 (aptonym), 또는 유오님(euonym)은 소유자(예: 직업)에게 적절하거나 특이하게 어울리는 이름이다. 1800년대 후반에 생겨난 "유오님"(eu- + -onym)이라는 단어는 "명명된 사람, 장소 또는 사물에 잘 어울리는 이름"으로 정의된다.
워싱턴 포스트의 진 와인가튼은 "앱트러님"의 반의어인 이냅트러님(inaptonym)이라는 단어를 만들었다.

## 역사
브리태니커 백과사전에 따르면, 이 용어는 칼럼니스트 프랭클린 P. 애덤스가 "적절함"을 강조하기 위해 부칭의 아나그램으로 "앱트러님"이라는 단어를 만들어냈다고 한다. 옥스포드 영어사전은 이 단어가 1921년 펑크 앤 와그널스 사전에서 "직업을 나타내는 성: 예, Glass, the glazier"로 정의되어 나타났다고 보고했다. 심리학자 카를 융은 1960년 저서 《동시성》에서 "때로는 한 사람의 이름과 그 사람의 특성 사이에 기괴할 정도의 일치"가 있다고 썼다.
1966년 저서 《이름에는 무엇이 있는가?》에서 폴 딕슨은 특이한 성씨 유형 중 앱트러님에 대한 섹션을 두어, 그가 수집한 방대한 앱트러님 목록을 포함했다. 후자는 브라운 대학교의 루이스 P. 립시트 교수가 받은 것에서 시작하여 딕슨의 친구들, 주로 신문과 전화번호부의 도움으로 확장되었다. 일부 신문 칼럼니스트들도 앱트러님을 수집한다.

## 주목할 만한 예시
- 쥘 앙스트, 스위스의 정신과 교수. 불안에 대한 연구를 발표했다 (angst)[8]
- 마이클 볼, 잉글랜드 축구 선수[9]
- 레인 비치리, 호주 전 세계 챔피언 서퍼[10]
- 알렉산더 그레이엄 벨, 전화 개발자[11]
- 버트 "티토" 베버리지, 음료 회사 티토 보드카 창업자[12]
- 이언 비숍, 잉글랜드 국교회 주교[13]
- 윌러드 블리스 박사, 제임스 A. 가필드 대통령을 치료한 의사 (그의 본명은 "닥터"였다)[14]
- 사라 블리자드, BBC의 기상학자 겸 텔레비전 날씨 진행자[8]
- 우사인 볼트, 자메이카의 단거리 육상 선수[15][16]
- 더그 바우저, 닌텐도 오브 아메리카 사장 (바우저는 닌텐도의 대표 프랜차이즈인 슈퍼 마리오의 캐릭터이다)[17]
- 게리 바우저, 닌텐도로부터 소송당한 게임 콘솔 해커로, 그의 이름도 슈퍼 마리오 악당인 바우저와 같다[18]
- 러셀 브레인, 초대 브레인 남작, 신경학자[19]
- 로잘린드 브루어, 스타벅스 임원이자 전 몰슨 쿠어스 브루잉 컴퍼니 이사[20][21]
- 로잘린드 칸터, 영국 올림픽 승마 선수, 2018 FEI 세계 승마 경기 대회 우승자[22]
- 크리스토퍼 코크와 그의 아버지 레스터 코크, 자메이카의 마약왕이자 코카인 밀수범[23]
- 토머스 크래퍼, 영국의 위생 엔지니어. 종종 잘못하여 수세식 변기의 발명가로 언급된다[9][24][25]
- 에드 커리, 세계 기록을 보유한 고추 육종가[26]
- 마크 드 맨, 벨기에 축구 수비수 (상대 선수 마킹)[7]
- 헬렌 드윗, 코믹 소설가[27]
- 데이비드 달러, 미국의 경제학자[28][29]
- 칼라 더브, 조류 충돌을 전문으로 하는 미국의 조류학자[30]
- 조시 어니스트, 오바마 행정부의 세 번째 백악관 대변인[31]
- 놈 아이젠, 오바마 행정부의 윤리 특별 고문으로, 정부 내의 규범에 초점을 맞췄다[32]
- 리치 페어뱅크, 미국의 억만장자이자 캐피털 원 은행의 CEO로, 공정한 금융 상품을 제공하는 페어뱅킹 마크를 보유하고 있다[33][34]
- 세실 필더와 프린스 필더, 부자 야구 선수 (필더)[35]
- 제프 플로트, 미국의 수영 선수[36]
- 밥 플라워듀, 영국 정원사이자 TV/라디오 진행자[7]
- 에이미 프리즈, 미국의 기상학자[37]
- 러니드 핸드, 미국의 판사로, 법의 "장인"으로 여겨졌다.[38]
- 윌리엄 헤드라인, 전 워싱턴 CNN 지국장[39]
- 서니 호스틴, 미국의 텔레비전 진행자[40]
- 존 헌터, 스코틀랜드의 사냥꾼이자 작가[41]
- 셀윈 이미지, 잉글랜드 예술가이자 디자이너[42]
- 필더 존스, 야구 중견수[43]
- 이고르 저지, 잉글랜드 판사이자 최고법관[44][45]
- 존 로스, 잉글랜드 판사이자 항소법원 판사[46]
- 조나탄 레안도어, 스웨덴 래퍼 (영 린으로 알려짐)이자 전 약물 중독자로, 아편 기반 음료인 린을 자주 섭취했다[47]
- 에이미 로이드, 알츠하이머병과 관련된 아밀로이드 플라크를 연구한 영국 신경과학자[48][49]
- 마이클 로드, 영국 상원의 영국 의원.[50]
- 리처드 러빙과 밀드레드 러빙, 러빙 대 버지니아 사건의 원고로, 이 사건은 미국 전역에서 인종간 결혼을 합법화했다[51]
- 조지 맥거번, 미국의 정치인이자 연방 정부 상원의원[52][53][54]
- 크리스 머니메이커, 미국의 포커 선수이자 2003년 월드 시리즈 오브 포커 챔피언[55]
- 데이비드 W. 뮤직, 미국의 교회 음악 작곡가[56]
- 유지니우스 아우터브리지, 뉴욕 뉴저지 항만공사 초대 이사장; 아우터브리지 크로싱의 이름의 유래. 아우터브리지 크로싱은 뉴욕과 뉴저지주를 잇는 가장 바깥쪽 다리이다[57]
- 게이브 프레스먼, 미국의 언론인[58]
- 프랜신 프로스, 미국의 소설가[59]
- 리치 리치, 미국계 영국인 은행가[16]
- 코로나 린타완, 인도네시아 의사로, 코로나19 팬데믹 당시 무하마디야 지휘본부를 이끌었다[60]
- 밥 로크, 캐나다 음악 프로듀서로, 메탈리카 및 에어로스미스와 같은 록 음악가들과의 작업으로 가장 잘 알려져 있다[61]
- 맷 새들러, 잉글랜드 축구 감독으로, 월솔에서 선수로 뛰었으며 현재는 감독을 맡고 있다. 월솔의 별명은 "더 새들러스(The Saddlers)"이다[62][63][64]
- 테니스 샌드그렌, 미국의 테니스 선수[65]
- 메릴린 보스 사반트, 미국의 칼럼니스트로, 세계에서 가장 높은 IQ를 기록한 것으로 알려져 있다 (사반트)[66]
- 토비 세이빈, 잉글랜드 축구 골키퍼 (선방)[67][68]
- 막스 슈렉, 1922년 공포 영화 《노스페라투: 공포의 교향곡》에서 오를로크 백작 역을 맡은 것으로 유명한 독일 배우 ("Schreck"은 독일어로 "공포" 또는 "놀람"을 의미한다)[69][70][71]
- 오퍼 슐로미, 빈스 오퍼로 더 잘 알려진 이스라엘계 미국인 TV 인포머셜 판매원[72]
- 케일라 심스, 미국의 유튜버이자 트위치 스트리머로, 심즈 4 게임으로 가장 잘 알려져 있다[73]
- 대니얼 스노맨, 영국의 역사가이자 극지 탐험에 관한 책의 저자[74]
- 래리 스피크스, 전 백악관 대변인 직무대행
- 스콧 스피드, 미국의 자동차 경주 선수로, 포뮬러 원과 포뮬러 E를 포함한 다양한 모터스포츠에서 경주했다[75][76][77]
- 다비트 스트렐레츠, 슬로바키아 축구 공격수 ("Strelec"은 슬로바키아어로 "사격수" 또는 "공격수"를 의미한다)[78]
- 외젠 테르블랑슈, 남아프리카 백인 민족주의자 (Terre'Blanche는 프랑스어로 "백색 땅"을 의미한다)[79][80][81]
- 후안 트리페, 팬 아메리칸 항공의 창립자
- 조지 프랜시스 트레인, 미국의 첫 번째 대륙횡단철도 동부 구간 건설에 깊이 관여한 기업가[16]
- 도널드 트럼프, 미국 대통령이자 "승리"를 강조하는 것으로 알려진 사업가 (트럼프 카드).[82][83]
- 제레미 웨이드, 영국의 낚시꾼
- 알렉산더 번스 월리스, 화상으로 영향을 받은 신체 표면적을 추정하는 시스템인 9의 법칙을 고안한 사람
- 키스 위드, 왕립원예협회 회장[84]
- 앤서니 위너, 섹스팅 스캔들에 연루된 미국 정치인[37][85]
- 에밀리 와인즈, 미국의 와인 전문가이자 마스터 소믈리에 법원 이사회 의장[86]
- 윌리엄 워즈워스, 영국의 시인이자 영국 저작권법 연장론자[87][88][9]
- 얼리 윈, 야구 투수, 300승 클럽의 일원[89]
- 타이거 우즈, 미국의 프로 골프 선수; 우드는 골프 클럽의 한 종류이다[9]
- 메리 유, 워싱턴주 대법원의 부판사로, 주 최초의 동성 결혼을 주례했다[90]

### 이냅트러님
- 롭 뱅크스, 영국 경찰관[91]
- 그랜트 발포어, 야구 투수 ("ball four")[92]
- 프랭크 비어드, 미국의 음악가로,  2013c.년까지 록 밴드 ZZ 탑의 유일한 수염 없는 멤버였다[93]
- 돈 블랙, 백인 우월주의자[8]
- 피터 보울러, 크리켓 선수 (실제로는 주로 타자였다)[8]
- 새뮤얼 푸트, 1766년 승마 사고로 다리를 잃은 영국 배우. 무대에서 "발(Foote)과 다리(leg), 다리와 발"에 대한 농담을 했다[94]
- 클라우디오 젠틸레, 힘으로 유명한 이탈리아 축구 선수[95][96][97]
- 맷 고부시, 2000년 미국 대통령 선거 당시 앨 고어의 대변인. 고어는 결국 경쟁자인 조지 W. 부시에게 패배했다[98][99]
- 치로 임모빌레, 수비수를 따돌리는 것으로 유명한 이탈리아 축구 선수[100]
- 콜린 로리스, 미국의 변호사이자 판사[101]
- 네버싱크, 1953년 네버싱크 저수지에 잠긴 뉴욕주 마을[102]
- 다니엘 아웃로우, 전 필라델피아 경찰국장[103]
- 래리 플레이페어, 싸움으로 유명한 아이스하키 선수[104]
- 하이메 신, 가톨릭 주교; 1976년 추기경이 되면서 "신 추기경"이라는 부적절한 칭호를 얻었다[8][91]
- 밥 워크, 야구 투수[105]

## 같이 보기
- 자체기술어
- -onym
- 명칭 결정론, 사람의 이름이 직업, 직업, 심지어 성격의 핵심 측면을 결정하는 데 중요한 역할을 할 수 있다는 가설
- 직업 성씨